# Marsilly (Charente Marítimo)
 Marsilly  es una población y comuna francesa, situada en la región de Poitou-Charentes, departamento de Charente Marítimo, en el distrito de La Rochelle y cantón de La Rochelle-5.

## Demografía
| 1 128                     | 849 | 777 | 806 | 850 | 914 | 931 | 945 | 932 | 933 | 1 003 | 1 043 | 975 | 942 | 975 | 981 | 902 | 916 | 901 | 871 | 875 | 781 | 794 | 731 | 743 | 796 | 890 | 914 | 1 005 | 1 467 | 1 759 | 1 926 | 2 203 | 2 471 |
| (Fuente: Cassini e INSEE) |     |     |     |     |     |     |     |     |     |       |       |     |     |     |     |     |     |     |     |     |     |     |     |     |     |     |     |       |       |       |       |       |       |